# Championnat de Namibie de football 2008-2009
 (novembre 2023).
Si vous disposez d'ouvrages ou d'articles de référence ou si vous connaissez des sites web de qualité traitant du thème abordé ici, merci de compléter l'article en donnant les références utiles à sa vérifiabilité et en les liant à la section « Notes et références ».
Navigation
Édition précédente Édition suivante
La saison 2008-2009 du Championnat de Namibie de football est la dix-septième édition de la Premier League, le championnat de première division national namibien. Les équipes engagées sont regroupées au sein d'une poule unique où elles affrontent deux fois leurs adversaires, à domicile et à l'extérieur. En fin de saison, les deux derniers du classement sont relégués et remplacés par les deux meilleurs clubs de deuxième division.
C'est le club d'African Stars FC qui remporte la compétition cette saison après avoir terminé en tête du classement, avec trois points d'avance sur le Civics FC et quatre sur Black Africa FC. C'est le tout premier titre de champion de Namibie de l'histoire du club.

## Participants
- Ramblers FC
- Mighty Gunners FC
- SK Windhoek
- Eleven Arrows FC
- African Stars FC
- Civics FC
- Chief Santos FC - Promu de D2
- Oshakati City FC
- United Africa Tigers FC
- Black Africa FC
- Orlando Pirates Windhoek
- Hotspurs FC - Promu de D2

## Compétition

### Classement
Le classement est établi sur le barème de points classique : victoire à 3 points, match nul à 1, défaite à 0.
| Rang | Équipe                       | Pts | J  | G  | N | P  | Bp | Bc | Diff |
| ---- | ---------------------------- | --- | -- | -- | - | -- | -- | -- | ---- |
| 1    | African Stars FC             | 49  | 22 | 15 | 4 | 3  | 33 | 19 | +14  |
| 2    | Civics FC                    | 46  | 22 | 14 | 4 | 4  | 39 | 20 | +19  |
| 3    | Black Africa FC              | 45  | 22 | 14 | 3 | 5  | 44 | 18 | +26  |
| 4    | SK Windhoek                  | 43  | 22 | 14 | 1 | 7  | 32 | 19 | +13  |
| 5    | Eleven Arrows FC             | 39  | 22 | 12 | 3 | 7  | 45 | 28 | +17  |
| 6    | Orlando Pirates Windhoek'T'C | 36  | 22 | 10 | 6 | 6  | 30 | 22 | +8   |
| 7    | Ramblers FC                  | 27  | 22 | 7  | 6 | 9  | 29 | 29 | 0    |
| 8    | Hotspurs FCP                 | 26  | 22 | 7  | 5 | 10 | 26 | 37 | -11  |
| 9    | Oshakati City FC             | 23  | 22 | 5  | 8 | 9  | 24 | 34 | -10  |
| 10   | United Africa Tigers FC      | 17  | 22 | 4  | 5 | 13 | 33 | 48 | -15  |
| 11   | Chief Santos FCP             | 12  | 22 | 2  | 7 | 14 | 15 | 39 | -24  |
| 12   | Mighty Gunners FC            | 5   | 22 | 0  | 5 | 17 | 16 | 53 | -37  |

|  | Champion de Namibie 2008-2009                                                           |
|  | Relégation directe en deuxième division                                                 |
|  | T : Tenant du titre C : Vainqueur de la Coupe de Namibie P : Promu de deuxième division |

## Bilan de la saison
| Championnat de Namibie de football 2008-2009                        |                              |
| Champion                                                            | African Stars FC (1er titre) |
| Coupes et trophées                                                  |                              |
| Vainqueur de la Coupe de Namibie 2008-2009                          | Orlando Pirates Windhoek     |
| Qualifications continentales                                        |                              |
| Ligue des champions de la CAF 2010                                  | Aucun                        |
| Coupe de la confédération 2010                                      | Aucun                        |
| Promotions et relégations                                           |                              |
| Promus en Championnat de Namibie de football                        | Blue Waters FC               |
| Promus en Championnat de Namibie de football                        | United Stars FC              |
| Relégués en Championnat de Namibie de football de deuxième division | Chief Santos FC              |
| Relégués en Championnat de Namibie de football de deuxième division | Mighty Gunners FC            |